# David Kirschner
Pour les articles homonymes, voir Kirschner.
David Kirschner (né le 29 mai 1955 à Los Angeles) est un producteur et scénariste américain.

## Filmographie

### Comme producteur
- 1985 : Rose Petal Place: Real Friends (TV)
- 1986 : Fiével et le nouveau monde (An American Tail)
- 1988 : Jeu d'enfant (Child's Play)
- 1990 : Poochinski (TV)
- 1990 : Gravedale High (série télévisée)
- 1990 : Wake, Rattle & Roll (série télévisée)
- 1990 : Chucky, la poupée de sang (Child's Play 2)
- 1990 : The Dreamer of Oz (en) (TV)
- 1991 : Pirates of Darkwater (série télévisée)
- 1991 : Chucky 3 (Child's Play 3)
- 1991 : Fievel au Far West (An American Tail: Fievel Goes West)
- 1993 : The Halloween Tree
- 1993 : Le Voyage d'Edgar dans la forêt magique (Once Upon a Forest)
- 1993 : Hocus Pocus
- 1994 : La Famille Pierrafeu (The Flintstones)
- 1994 : Richard au pays des livres magiques (The Pagemaster)
- 1997 : Cats Don't Dance
- 1997 : Invasion planète Terre (série télévisée)
- 1998 : La Fiancée de Chucky (Bride of Chucky)
- 2000 : Titan A.E.
- 2001 : Emprise (Frailty)
- 2003 : Le Secret des frères McCann (Secondhand Lions)
- 2004 : 5ive Days to Midnight (TV)
- 2004 : Le Fils de Chucky (Seed of Chucky)
- 2005 : Thru the Moebius Strip
- 2013 : La Malédiction de Chucky (Curse of Chucky)
- 2017 : Le Retour de Chucky (Cult of Chucky) de Don Mancini
- 2022 : Hocus Pocus 2 d'Anne Fletcher

### Comme scénariste
- 1994 : Richard au pays des livres magiques (The Pagemaster)